# 圣科隆布 (塞纳-马恩省)
圣科隆布（法語：Sainte-Colombe，法語發音：[sɛ̃t kɔlɔ̃b] ⓘ）是法国塞纳-马恩省的一个市镇，属于普罗万区。

## 地理
圣科隆布（48°32'8"N, 3°15'46"E）面积8.16 平方千米，位于法国法蘭西島大區塞纳-马恩省，该省份为法国北部内陆省份，北起瓦兹省，西接埃松省、马恩河谷省、塞纳-圣但尼省和瓦兹河谷省，南至卢瓦雷省，东南接约讷省，东临马恩省和奥布省，东北接埃纳省。
与圣科隆布接壤的市镇（或旧市镇、城区）包括：小沙洛特尔、隆格维尔、普瓦尼、圣卢德诺、苏瓦西-布伊、维莱讷莱普罗万。

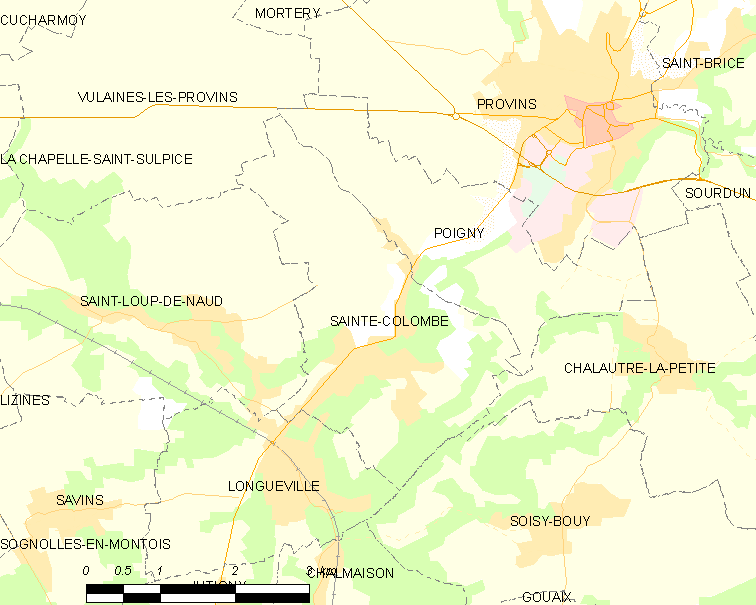
的OSM定位图

圣科隆布的时区为UTC+01:00、UTC+02:00（夏令时）。

## 行政
圣科隆布的邮政编码为77650，INSEE市镇编码为77404。

## 政治
圣科隆布所属的省级选区为普罗万县。

## 人口

1962-2008年间人口变化图示

圣科隆布于2022年1月1日时的人口数量为1778人。